# マロニー
マロニー株式会社（英語: Malony Co.,Ltd.）は、大阪府吹田市に本社を置く食品メーカーである。ジャガイモやトウモロコシなどの澱粉麺「マロニー」ブランドの製造元。

## 会社概要

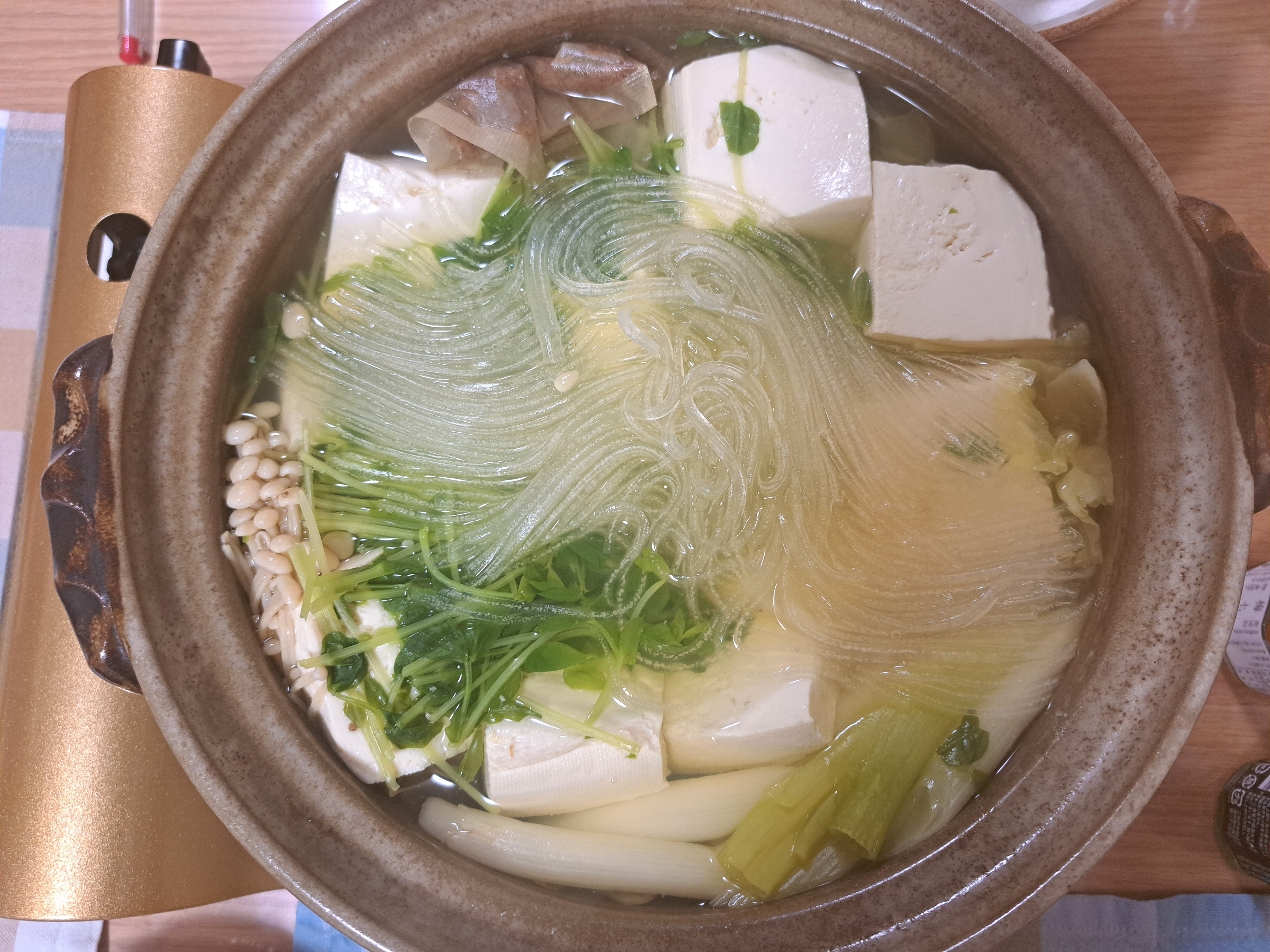
マロニー入りの鍋料理

「マロニー」ブランドを中心に、くずきり・ポン酢などの食品を扱う。
主に鍋の具材として使用されることが多いが、近年では同社ウェブサイトに、マロニーを利用したサラダ・スープなどの各種レシピが掲載されている。
現在は本社と併設された大阪工場の他、静岡県に浜松工場・福岡県に九州飯塚工場・長野県に信州伊那工場の3ヶ所の生産拠点が所在する。
2017年8月1日付で、ハウス食品グループ本社が全株式を取得して、同社の完全子会社となった。

## 「マロニー」の由来
会社名及びブランド名の「マロニー」の由来は、同社ウェブサイトによると、「まろやかに煮える」ことと、創業者の吉村義宗が終戦後のシベリアでの抑留生活中に工場で一緒に働いていた少女「マロン」の明るいイメージを重ね合わせたものであるとしている。

## CM
女優の中村玉緒が出演する「マロニーちゃん」でお馴染みのテレビCMは、1994年から放映開始。当初は関東地方限定で放映されていたが、現在は全国で放送されている。なお、一時期は後述の東西のマスコットの存在も関係し、「ヨーちゃん」が登場する西日本版と「マロニーちゃん」が登場する東日本版があったが、マスコットの統一によって現在は解消されている。
当初の台本には「お鍋にマロニー」「マロニーさん」と書かれていただけで歌唱シーンはなかったが、中村が「マロニーちゃん」と本番前にアドリブで歌ったものを現場にいた河内社長が気に入り、正式に採用された。

## マスコット
同社のマスコットは「ヨーちゃん」と呼ばれているが、前述のCMで中村玉緒が口ずさんだ「マロニーちゃん」のネーミングが全国的に世に出たことで、一時期東日本では「ヨーちゃん」を可愛くデフォルメした「マロニーちゃん」のキャラクターを登場させたことがある。しかし後にマスコットは「ヨーちゃん」に統一されることになったものの、マスコットの名称には「マロニーちゃん」が使われることになった。
なお「ヨーちゃん」は創業者の吉村義宗がその頭文字から「よーさん」と呼ばれていたことに由来する。ちなみに改められた旧社名は、そのマスコットの名前から「ヨーサン食品」という名称であった。

## 沿革
- 1950年（昭和25年）9月 - 創業者・吉村義宗が大阪市東淀川区淡路に吉村商店創業。当時はもやし製造業であった。
- 1955年（昭和30年）3月 - 会社組織にして「大洋産業株式会社」を設立。
- 1959年（昭和34年）8月 - 吹田市中の島町に社屋及び新鋭工場を新築移転。
- 1962年（昭和37年）3月 - 澱粉麺の基礎研究・製造研究に取り掛かる。
- 1964年（昭和39年）6月 - 「マロニー」の製造工場を建設。新装置による生産開始。同年12月、麺製法で特許（第449343号）を受けた。
- 1967年（昭和42年）3月 - ヨーサン食品株式会社に商号変更。
- 1978年（昭和53年）5月 - マロニー株式会社に商号変更。
- 1991年（平成3年）7月 - 吉村義宗が会長に就任。後任の社長として長女の河内幸枝が就任。
- 2017年（平成29年）8月 - ハウス食品グループ本社が全株式を取得。
- 2022年（令和4年）4月 - チルドを除く家庭用事業をハウス食品へ譲渡。当社は同事業の製造機能を担うと共に、チルド事業、業務用事業および輸出専売品を継続。